# Keogram

Animation som beskriver hur ett keogram blir till. Den övre animationen visar polarsken på himlen i kameraperspektiv. Den nedre ett keogram av polarskenshimlen.

Keogram är en grafisk presentation av himlens utseende. Metoden skapades ursprungligen för analys av polarsken. I sakens natur ligger att detta avser nattetid, då polarsken är synligt. I och för sig finns polarsken även dagtid, men då syns det inte.
Senare har keogram använts för studium av molnigheten dygnet runt.

## Etymologi
Namnet keogram kommer från inuiternas ord för norrsken, keoitt.